# 母岛列岛
母岛列岛（日语：母島列島，ははじまれっとう）是日本所属小笠原群岛中的一组岛屿，包含母岛、姊岛、妹岛以及附属小岛等岛屿。除母岛有440人居住外，其余岛屿均为无人岛。

## 岛屿列表
- 母岛，20.21平方公里
- 姊岛
- 妹岛
- 姪島（めいじま），1.11平方公里
- 向島（日语：向島_(母島列島)）（日语：向島，むこうじま），1.38平方公里
- 二子岛（ふたごじま）
- 鸟岛（とりしま）
- 北鸟岛（きたとりしま）
- 南鸟岛（みなみとりしま）
- 鲣鸟岛（かつおとりしま）
- 中鲣鸟岛（日语：中鰹鳥島，なかがつおとりしま）
- 小鲣鸟岛（日语：小鰹鳥島，こがつおとりしま）
- 野羊岛（やぎじま）
- 丸岛（まるしま）
- 平島（日语：平島_(東京都)）（日语：平島，たいらじま）